# Thwaitesia argentiopunctata
Thwaitesia argentiopunctata är en spindelart som först beskrevs av William Joseph Rainbow 1916.  Thwaitesia argentiopunctata ingår i släktet Thwaitesia och familjen klotspindlar.
Artens utbredningsområde är Queensland. Inga underarter finns listade i Catalogue of Life.